# Cristianismo en África
El cristianismo en África ha jugado un papel destacable pero variable en su conjunto, con períodos de auge y de declive, dependiendo del momento histórico y de la parte del continente.
Tuvo una gran influencia durante los primeros siglos de nuestra era en la conocida como África romana. Los bereberes Tertuliano, Cipriano de Cartago y luego Agustín de Hipona se encuentran entre los primeros Padres de la Iglesia latinos; la Iglesia de Alejandría está en el tercer rango de la Pentarquía y extendió sus prerrogativas hasta Etiopía.
Sin embargo, la conquista musulmana del norte de África implicó la islamización de esta parte del continente a expensas del cristianismo, que desapareció de las provincias del África romana. Solo quedaron las iglesias coptas en Egipto, Etiopía y Eritrea.
Las misiones católicas, exclusivamente portuguesas (Padroado) hasta la abolición de la esclavitud, intervinieron poco en África. Posteriormente, sus esfuerzos no tuvieron mucho éxito; a finales del siglo XIX solo el 1 % de los cristianos eran africanos.[cita requerida]
Fue en el siglo XX cuando apareció un nuevo auge del cristianismo en África, especialmente en la región subsahariana, donde abundaron las confesiones múltiples. Se debe en parte al proselitismo de los protestantes evangélicos, pero también al surgimiento de profetas que crearon nuevas iglesias. El catolicismo también estuvo en alza.
Casi una cuarta parte de los cristianos viven actualmente en África, principalmente en el África subsahariana, destacando los países de: Etiopía, Nigeria y la República Democrática del Congo.

## Historia

### Cristianismo en el África romana

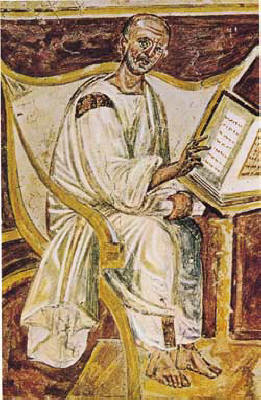
Agustín de Hipona.

El cristianismo llegó a África en el siglo I a las principales ciudades. La Iglesia de Alejandría fue una de las iglesias cristianas más antiguas; la Didaskálion fue una de las grandes escuelas teológicas de los primeros siglos del cristianismo.
En las provincias bereberes, las comunidades cristianas también eran muy numerosas y dinámicas desde mediados del siglo II. Los inicios del cristianismo en esta región están estrechamente ligados a la persona de Tertuliano; adoptó un carácter específico, destacándose por su intransigencia, negándose a participar en la vida política de la ciudad  y a servir en el ejército del Imperio. Esta elección político-religiosa estuvo en el origen de conflictos a veces violentos. Esta tendencia intransigente continuó a principios del siglo IV y después de la persecución de Diocleciano en el 303, los donatistas se negaron a reintegrar a la comunidad cristiana a los lapsi que habían fracasado.
En el siglo IV, África vio nacer a Agustín de Hipona, padre de la Iglesia, cuyo pensamiento iba a tener una influencia decisiva en el Occidente cristiano en la Edad Media y en los tiempos modernos. Al convertirse en Obispo de Hipona (actual Annaba), se opuso al donatismo y al maniqueísmo en sus escritos; fue el principal pensador que permitió al cristianismo occidental integrar parte de la herencia griega y romana, generalizando una lectura alegórica de las Escrituras vinculada al neoplatonismo.
Durante el siglo IV, el cristianismo se extendió al África Oriental (especialmente a Sudán y Etiopía). La Iglesia copta ortodoxa y la Iglesia ortodoxa de Etiopía están entre las iglesias más antiguas del mundo.

### Arrianismo del reino vándalo
El África romana escapó de las grandes invasiones del siglo V hasta el 429, cuando los vándalos de Genserico desembarcaron en la costa de Mauritania. En 439, se apoderaron de Cartago y crearon un reino que dominó el África proconsular, Bizacena, Numidia, la Mauritania Sitifense y parte de la costa Mauritania cesariana. Los vándalos, que eran pocos, se establecieron alrededor de Cartago y en este territorio confiscaron parte de los bienes de los grandes terratenientes y la propiedad de la Iglesia, que entregaron a sus obispos arrianos. La oposición religiosa de un clero africano niceno, poco inclinado al compromiso, fue feroz y la represión vándála culminó con la deportación de los obispos y la confiscación de todos los bienes de la Iglesia en 484; fueron devueltos en 495 como medio de apaciguamiento.
Nuevas controversias cristológicas surgieron en este momento, ya que parte de la Iglesia de Alejandría no aceptó las conclusiones del Concilio de Calcedonia. Después de la reconquista bizantina (de 622 a 630), el monoenergismo se propuso como un intento de reconciliar las doctrinas y pronto se impuso a los monofisitas con nuevas persecuciones.

### Disminución frente al islam
A principios del siglo VII, el cristianismo en el norte de África estaba, por lo tanto, profundamente dividido entre calcedonios, monofisitas y nestorianos, diferencias exacerbadas por los conflictos bélicos entre los imperios persa y bizantino.
En Egipto, la conquista árabe en la década de 640 llegó poco después de la persecución de Heraclio, por lo que esta nueva dominación fue un alivio de la de los bizantinos. La arabización e islamización del país se llevó a cabo sin problemas y con bastante rapidez, mientras que los coptos, que seguían apegados al cristianismo, fueron marginados gradualmente pero siguieron siendo aceptados como dhimmis.
La conquista del resto del norte de África fue más difícil, Cartago no fue tomada hasta el año 698, y esta conquista no debe confundirse con la desaparición del cristianismo; no hay informes de persecución religiosa  pero el cristianismo desapareció allí lentamente y casi por completo  sin ninguna razón decisiva desde el punto de vista histórico.
En 1076, solo quedaban dos obispos católicos en África, Ciriaco en Cartago y otro en Hipona; en el siglo XI, los almohades dieron el último golpe al cristianismo en Ifriquía.

### Patrocinio portugués
En 1455, el papa Nicolás V concedió a Portugal el derecho exclusivo de comerciar con África y le asignó la actividad de misión; animó a Enrique el Navegante, Comandante de la Orden de Cristo, a someter a «sarracenos y otros infieles» a la servidumbre. Este sistema de padroado exclusivamente portugués condujo a la evangelización de algunos reyes en África Central, particularmente en el Reino del Congo  donde el hijo del Manicongo se convirtió en el primer obispo negro. Estas conversiones tuvieron las graves consecuencias del comercio de esclavos africanos, pero los inicios de la cristianización desaparecieron con el debilitamiento del Imperio portugués.

África colonial en 1913.
Alemania
Bélgica
España
Francia
Gran Bretaña
Italia
Portugal
Estados independientes

Tras la abolición de la esclavitud a finales del siglo XIX, un nuevo intento de evangelización durante el reparto de África afectó a la mayoría de los países del África central, meridional y austral. Las misiones católicas y protestantes llegaron a través de los puertos de esclavos, en particular en las desembocaduras de los ríos Senegal, Níger, Congo y Zambeze; otras se establecieron más tarde aguas arriba de estos ríos. Sin embargo, el progreso de estas misiones se vio limitado por las tierras del Islam. En el África occidental, el cristianismo está tratando de integrarse más en los países de Burkina Faso, Costa de Marfil y Nigeria, sin mucho éxito.
En 1910, menos del 9,5% de los africanos eran cristianos, constituyendo el 1% de los cristianos del mundo.

### El auge delsigloXX
Tras el aplastamiento de numerosas revueltas que dejaron a las poblaciones angustiadas, el África negra vivió un período particularmente difícil entre las dos guerras, lo que favoreció el surgimiento de movimientos mesiánicos. Durante este período se fundaron varias Iglesias Instituidas en África: la Iglesia kimbanguista en el Congo, la Iglesia harrista en Costa de Marfil, el movimiento Aladura de Nigeria y la Iglesia Cristiana de Sion de Sudáfrica.
El evangelismo también apareció en Liberia en 1914 y en Burkina Faso en 1921. Las iglesias evangélicas fueron asumidas por los propios africanos en países de habla inglesa, como Ghana o Nigeria, antes de extenderse a los países vecinos de habla francesa, como Costa de Marfil, Benín y Togo.

## El cristianismo hoy en día en África

### Creciente importancia numérica
A principios del siglo XXI, África era el continente donde el número de cristianos crecía más rápidamente. En 2010, alrededor del 23% de los cristianos del mundo estaban en África.
Hoy en día, el cristianismo es la religión más practicada en el África subsahariana (63 %), por delante del Islam (30%) o las religiones tradicionales.
En 2018, se contabilizaron 631 millones de cristianos, lo que supone el 45% de la población.

### Ortodoxia
La Iglesia ortodoxa de Etiopía es una de las iglesias cristianas más antiguas del mundo, establecida alrededor del siglo IV; ha estado subordinada durante mucho tiempo a la Iglesia copta ortodoxa y es autocéfala desde 1959. Ha desarrollado una espiritualidad y una teología particulares marcadas por el Antiguo Testamento y practica las costumbres litúrgicas de la Iglesia católica etiópica. Los 30 millones de ortodoxos representan el 43,5% de la población de Etiopía.
En Eritrea, los ortodoxos constituyen el 20% de la población y están estrechamente controlados debido al conflicto con Etiopía.

### Catolicismo

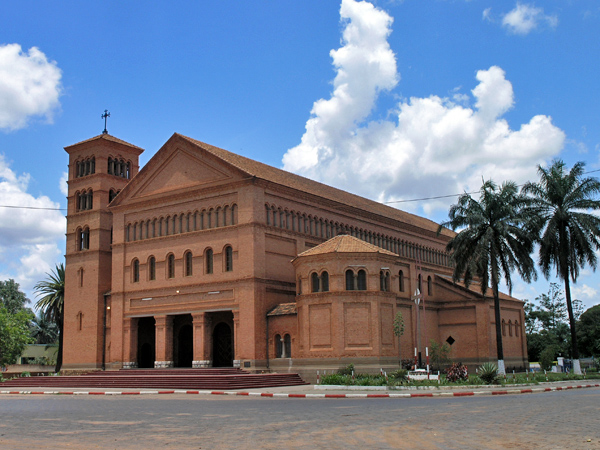
Catedral de los santos Pedro y Pablo en Lubumbashi.

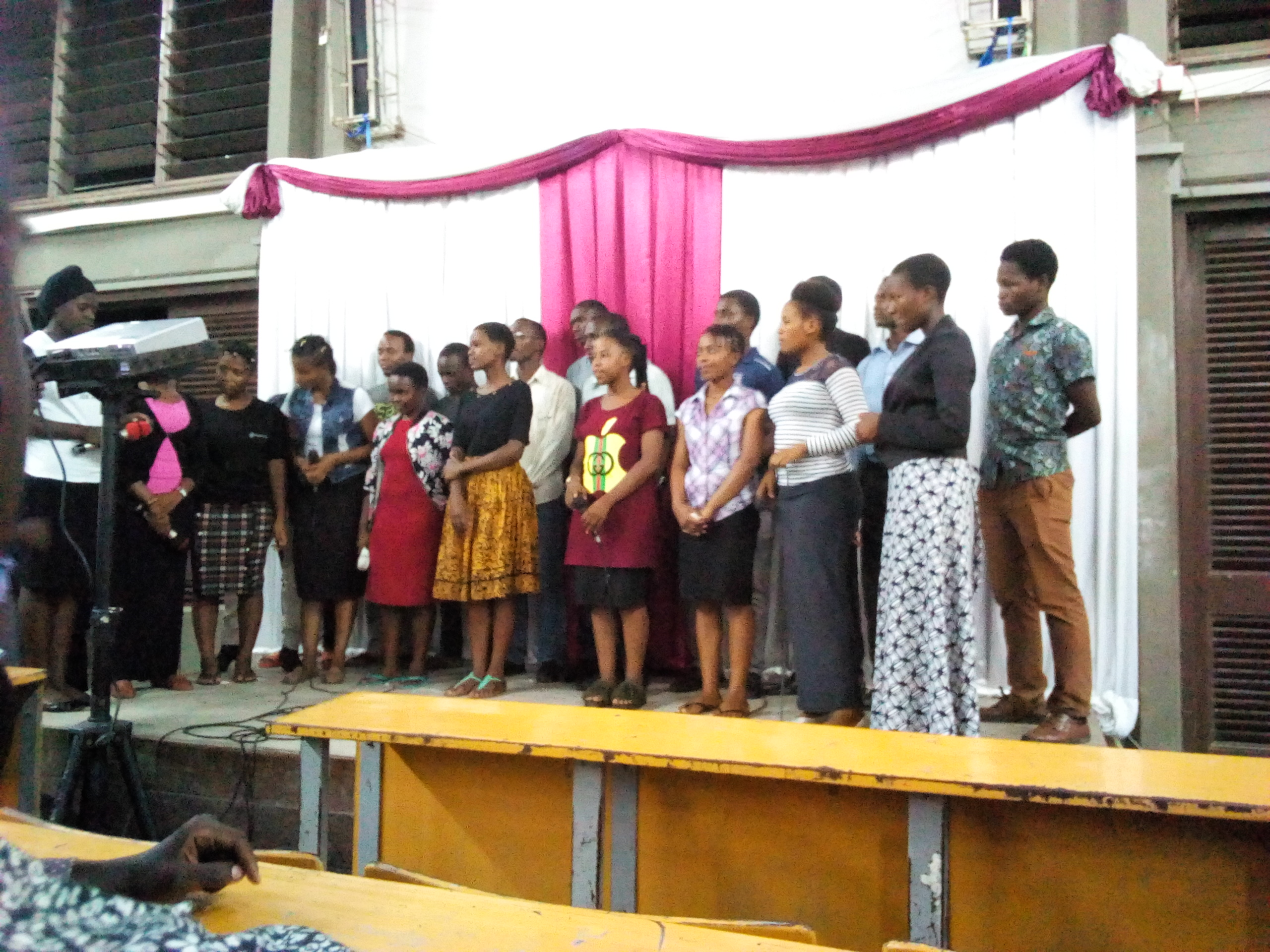
Estudiantes adventistas de la Universidad de Dar es-Salam en Tanzania.

La proporción de católicos es del 21%. El número de católicos aumentó entre 2005 y 2015 a una tasa de casi el 41%, muy por encima del crecimiento de la población en el mismo período (23%).

### Protestantismo
Los protestantes (incluidos los evangélicos y otros cristianos independientes) constituyen el 36% de la población del África subsahariana. África cuenta con 165 millones de evangélicos, una cuarta parte del total mundial, y continúa expandiendo su influencia. La Iglesia Pentecostal de Ghana tiene 28 ramas africanas. El Centro Internacional de Evangelización de Uagadugú tiene ocho filiales en África.

### Iglesias independientes africanas
Las Iglesias Instituidas en África fueron fundadas por los propios africanos y no a través de misiones. Su tamaño numérico puede variar desde unos pocos cientos a más de un millón de seguidores. Las más importantes —la Iglesia kimbanguista en la República Democrática del Congo, la Iglesia harrista en Costa de Marfil o el movimiento Aladura de Nigeria— se fundaron en el período de entreguerras y desempeñaron un papel en la descolonización, pero hay muchos otros, como el tocoísmo en Angola y la Iglesia del Cristianismo Celestial en Benín.
Un estudio estimó en 1968 que había casi 6000 iglesias independientes en África. En 2004, estas denominaciones se estimaron en más de 11 500, la mayoría de las cuales son totalmente desconocidas en Occidente.
El desarrollo de estas Iglesias podría llevar a la revisión de las clasificaciones tradicionales y al establecimiento de nuevas tipologías.

## Teología africana
Ya en el decenio de 1960 Tharcissus Tshibangu declaró que «un día los africanos tendrán una teología de color africana, al igual que existe una teología occidental, una teología judeocristiana y una teología oriental».
Sus aspectos más estudiados son las teologías de la inculturación y de la liberación, pero también se está haciendo cada vez más importante un evangelismo específico para África y cobre así una importancia creciente.

### Inculturación africana
La inculturación es la adaptación de la teología cristiana para situarla en el contexto de la cultura tradicional africana. En el sentido más estricto, las misiones presentan la fe cristiana según las creencias africanas para que sea aceptada por la mentalidad local. En un sentido más amplio, la teología cristiana de la inculturación es un discurso sobre Dios, una comprensión de la fe, de acuerdo con la mentalidad y las necesidades de los africanos.

### Teologías de la liberación
En África se han desarrollado dos tipos de teología de la liberación. Como consecuencia directa de la situación de esclavitud de los negros, la teología de la liberación negra en Sudáfrica se pronuncia contra el sufrimiento inducido por el racismo de esta sociedad. El segundo tipo, que se ha desarrollado en los países que han obtenido la independencia, incluye la lucha contra la pobreza, la ignorancia y la esclavitud de las mujeres.

### Influencia intercontinental
Desde la década de 1960, se han establecido iglesias de institución africana en otros continentes. A nivel intercontinental, la Iglesia Pentecostal de Ghana se ha extendido a una veintena de países en otros continentes. Esta propagación intercontinental sigue a los movimientos migratorios, y se puede estimar en 530 000 personas en Europa y 320 000 en América del Norte. Permite que Europa se beneficie de los sacerdotes y profetas pastorales de orientación africana.

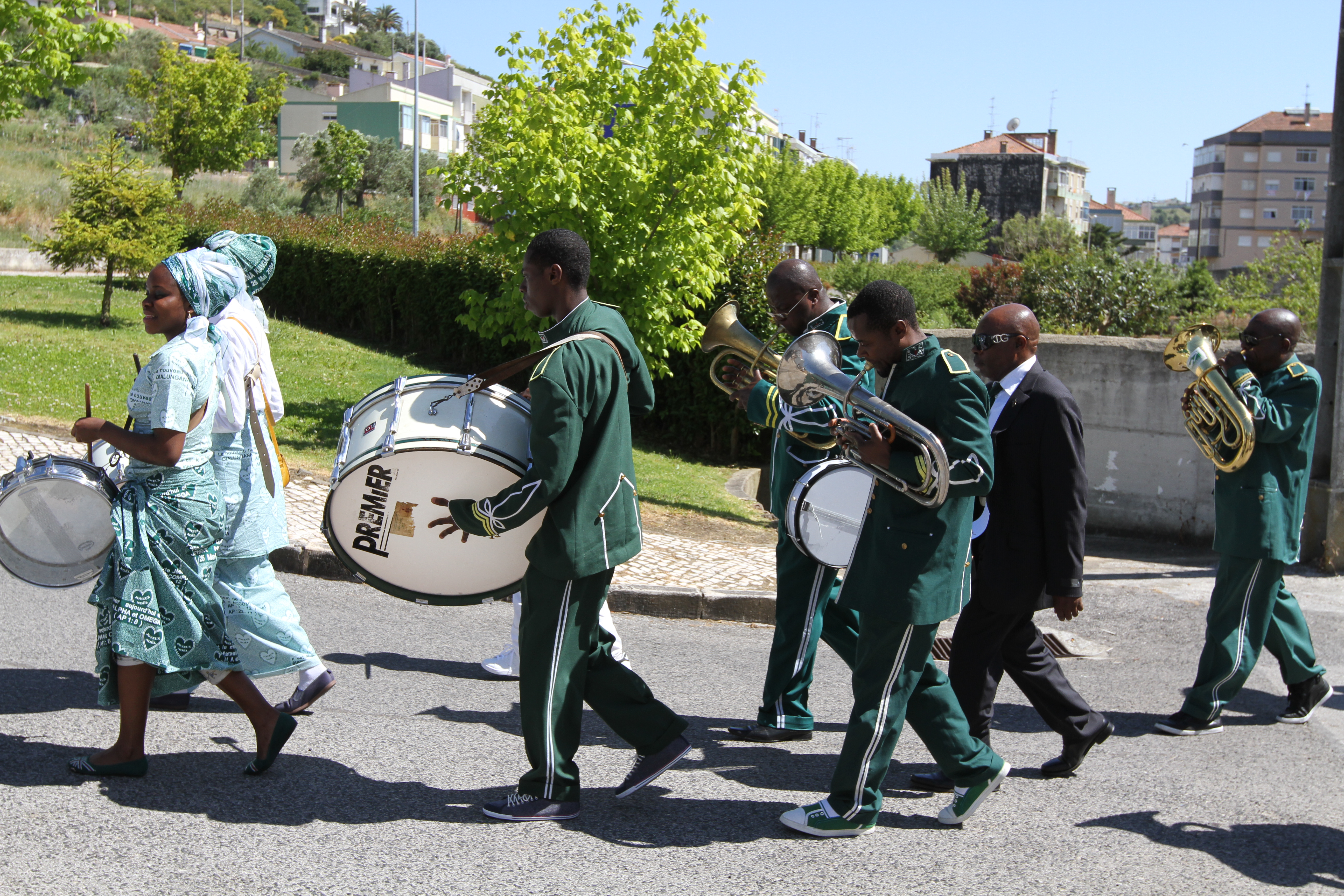
Fanfarria kimbangista en Portugal.

Desde 1975, la Iglesia kimbanguista nacida en el Congo también ha arraigado en Europa36.
Se puede estimar que el cristianismo en Île-de-France tiene la mitad de influencia y/o tendencia africana.